# Mésa Chorió (Paphos)
Mésa Chorió (grec moderne : Μέσα Χωριό) est un village de Chypre de plus de 586 habitants.